# Acritarcha
Acritarcha (grčki ἄχριτος), izumrle fosilne vrste i rodovi različitog porijekla, poglavito eukaryota. Ukupno je trenutno na popisu 109 vrsta.

## Rodovi
1. Carminella F.H.Cramer   1
2. Centrasphaeridium R.Wicander & G.Playford 2
3. Comasphaeridium Staplin   4
4. Coryphidium M.Vavrdová   3
5. Dactylofusa Brito & Santos   4
6. Dasydiacrodium B.V.Timofeev ex Deflandre & M.Deflandre-Rigaud 1
7. Dateriocradus H.Tappan & A.R.Loeblich Jr.   2
8. Eisenackidium F.H.Cramer & M.del C.Díez de Cramer   1
9. Entosphaeroides E.S.Barghoorn   4
10. Eomicrhystridium Deflandre, 1968   2
11. Estiastra A.Eisenack   1
12. Eupoikilofusa F.H.Cramer   2
13. Globulaesphaeridium R.S.Tiwari & A.A.Moiz   1
14. Goniosphaeridium Eisenack   4
15. Gorgonisphaeridium Staplin   6
16. Granomarginata S.N.Naumova   2
17. Halodinium J.P.Bujak   2
18. Impluviculus A.R.Loeblich Jr   1
19. Kildinella B.V.Timofeev   3
20. Lacunalites D.O.Hemer & P.W.Nygreen   1
21. Lanternosphaeridium Morgenroth   2
22. Leiofusa A.Eisenack   7
23. Lophodiacrodium B.V.Timofeev   1
24. Lophosphaeridium B.V.Timofeev ex C.Downie   3
25. Marrocanium F.H.Cramer, W.H.Kanes, M.del C.R.Díez & R.A.Christopher 1
26. Matanomadhia R.K.Kar & R.K.Saxena 2
27. Micrhystridium Deflandre   11
28. Monocrodium P.Pittau   1
29. Nucellosphaeridium B.V.Timofeev   4
30. Octaedryxium V.A.Rudavskaja   2
31. Orygmatosphaeridium B.V.Timofeev   3
32. Ozotobrachion Loeblich Jr.et Drugg 1
33. Palaeostomocystis Deflandre   1
34. Palaiosphaeridium H.Górka   1
35. Piliferosphaera A.R.Loeblich Jr.   1
36. Poikilofusa Staplin   1
37. Polonosphaeridium H.Górka   1
38. Polygonium M.Vavrdová   1
39. Pratulasphaera R.Wicander & G.Playford   1
40. Priscogalea Deunff   2
41. Protosphaeridium Timofeev   1
42. Pterospermopsis W.Wetzel   1
43. Retisphaeridium Staplin   1
44. Schizocystia Cookson & Eisenack   2
45. Skiagia C.Downie   1
46. Stelliferidium J.Deunff, H.Górka & R.Rauscher   1
47. Striatotheca G.Burmann   1
48. Symplassosphaeridium B.V.Timofeev ex B.V.Timofeev   2
49. Tariccrodium P.Pittau   2
50. Trilobatum Xiaosi Fang   1
51. Tylotopalla A.R.Loeblich Jr.   1
52. Yalisphaeridium L.Gao   2